# باشگاه تاواستیا
باشگاه تاواستیا (فنلاندی: Tavastia-klubi) یک باشگاه موسیقی راک محبوب و از جاذبه‌های‌های گردشگری در هلسینکی، فنلاند است.
مالکیت این بنا متعلق به هَمَلَیس-اوساکونتا، یکی از اتحادیه‌های دانشجویی دانشگاه هلسینکی بود، اما از سال ۱۹۹۱ این باشگاه توسط بخش خصوصی اداره می‌شود. باشگاه تاواستیا در مرکز هلسینکی در محله کامپی در خیابان اورهو کِکُّوسن کاتو، واقع شده و دارای ظرفیت ۷۰۰ نفر است.

## پیشینه
تأسیس این بنا به سال ۱۹۳۱ بر می‌گردد و از همان ابتدا، به‌طور فعال برای اجرای تئاتر و رقص به گروه‌های هنری و نمایشی اجاره داده می‌شد. ۲۰ سال بعد و در دهه ۱۹۵۰ این مکان تبدیل به یک پاتوق محبوب رقص شد و نام عامیانه هَمیس را بر خود داشت. در دهه ۱۹۶۰ تمرکز این محل بیشتر بر روی موسیقی راک بود.
در سال ۱۹۷۰ نام این بنا به باشگاه تاواستیا تغییر پیدا کرد و عمده برنامه‌ها شامل کنسرت‌های هفتگی جاز، راک و دیسکو بود. در طول دهه ۱۹۷۰ بسیاری از گروه‌ها، که بعداً در فنلاند و حتی خارج از آن بسیار مشهور شدند، ابتدا در باشگاه تاواستیا به شهرت رسیدند.
در دهه ۱۹۸۰ این باشگاه به مقام افسانه‌ای در صحنه موسیقی راک فنلاند دست یافت. در دهه ۱۹۸۰ گروه‌های داخلی بیشتری از طریق این مکان مانند هانوی روکس شهرت یافتند. نیکو و نیک کیو از مهمترین خوانندگان خارجی بودند که در باشگاه تواستیا حضور پیدا کردند.
در تاریخ موسیقی راک فنلاند تا امروز ویله والو و گروه هیم پرفروش‌ترین اجراها را در این مکان ارائه کردند. امروزه تاواستیا یکی از قدیمی‌ترین باشگاه‌های موسیقی راک اروپایی است که همچنان در حال استفاده مداوم است.

## هنرمندان و افرادی که در باشگاه تاواستیا اجرا داشته‌اند

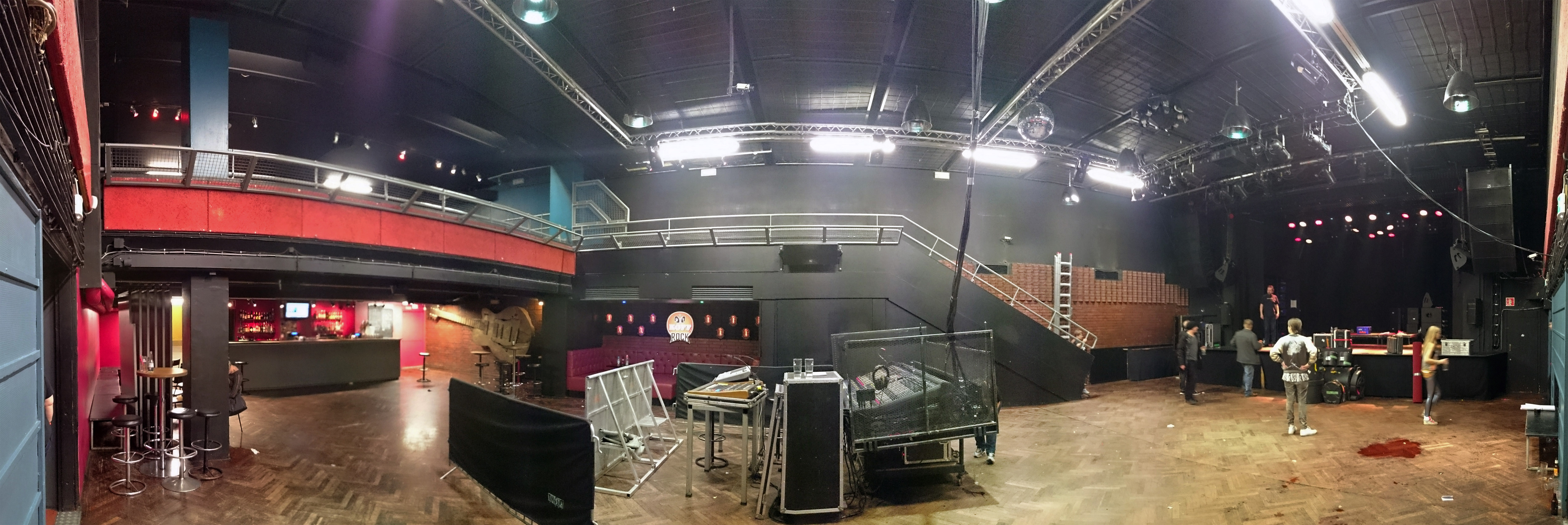
سراسر نما از باشگاه تاواستیا در ۲۰۱۵

- یوروپ
- دیر اون گرای
- دکتر آلبان
- فو فایترز
- هاوک‌ویند
- هیم
- فیفتی سنت
- ای‌سی/دی‌سی
- آلیس این چینز
- انترکس
- بلک سبث
- بیلی تلنت
- کلتیک فراست
- چیلدرن آو بادم
- کملوت
- کریتور
- لردی
- نازارث
- نیویورک دالز
- نیک کیو اند د بد سیدز
- نایت‌ویش
- رامونز
- سوزی اند د بنشیز
- سناتا آرتیکا
- سانیک یوث
- استون روزز
- استراتواریوس
- سوود
- باب مارلی
- تام ویتس
- وسپ